# Política de visados de Bielorrusia

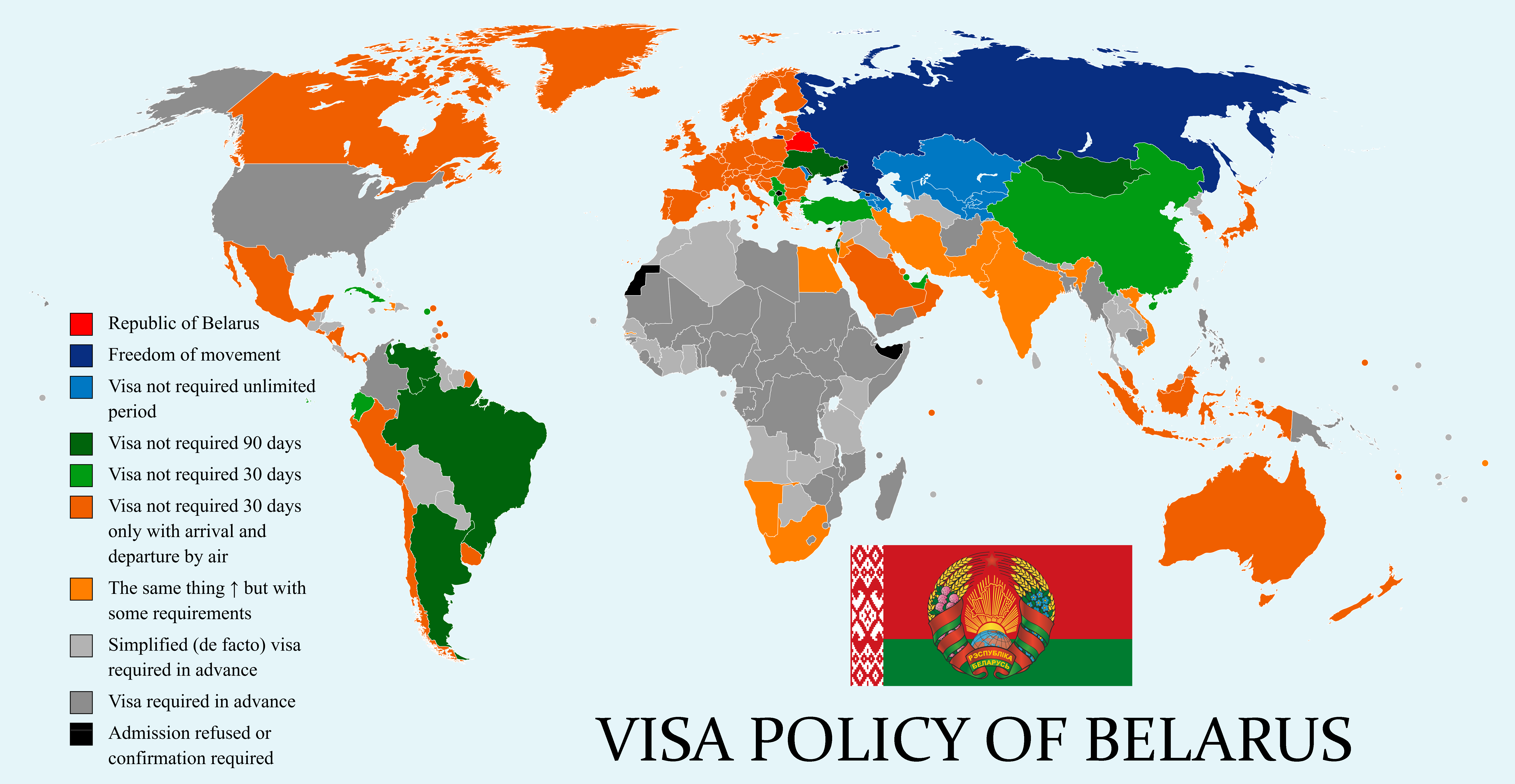
Política de visados en Bielorrusia.
Rojo: República de Belarús.
Azul oscuro: Libertad de movimiento (Rusia).
Azul claro: Sin visado por un periodo ilimitado.
Verde oscuro: Sin visado por 90 días.
Verde claro: Sin visado por 30 días.
Naranja: Sin visado por 30 días, sólo si se llega y sale del país por vía aérea.
Gris: Se necesita visado antes de la llegada.
Negro: Admisión rechazada o confirmación requerida.

Los visitantes a Bielorrusia deben obtener un visado de una de las misiones diplomáticas de Bielorrusia a menos que provengan de uno de los países exentos de visa o si su visa ha sido aprobada con anticipación para su recogida a la llegada.

## Acceso sin visado
Los ciudadanos de las siguientes 28 jurisdicciones pueden ingresar a Bielorrusia sin visado:
| - Rusia1 |

| - Armenia - Azerbaiyán - Georgia | - Kazajistán - Kirguistán - Moldavia | - Tayikistán - Uzbekistán |  |

| - Argentina1 - Brasil1 - Israel2 | - Mongolia1 - Ucrania2 - Venezuela |  |

| - Albania - Catar - China1 - Cuba - Ecuador - Emiratos Árabes Unidos | - Hong Kong - Macao1 2 - Macedonia del Norte3 - Montenegro | - San Cristóbal y Nieves - Serbia - Turquía |  |

## Acceso sin visado condicional

### Acceso sin visado a través del Aeropuerto Nacional de Minsk
Los visitantes extranjeros que sean ciudadanos de los países designados pueden ingresar a Bielorrusia sin visado a través del Aeropuerto Nacional de Minsk, excepto en los vuelos que salen desde y hacia los aeropuertos rusos. La duración de la estancia permitida es de hasta 30 días, con registro obligatorio para estancias superiores a 5 días. Los visitantes también deben salir del Aeropuerto Nacional de Minsk. El número de entradas sin visado es ilimitado.
El decreto "Sobre el establecimiento de un orden de entrada y salida sin visado de ciudadanos extranjeros" fue firmado por el presidente de Bielorrusia el 9 de enero de 2017 y entró en vigor el 12 de febrero de 2017. Fue modificado por otro decreto presidencial el 24 de julio de 2018, que entró en vigor el 27 de julio de 2018.
| - Todos los ciudadanos de la Unión Europea1 \| - Albania - Andorra - Antigua y Barbuda - Arabia Saudita - Australia - Barbados - Baréin - Bosnia y Herzegovina - Canadá - Chile - Corea del Sur - Dominica - El Salvador - Indonesia - Islandia \| - Japón - Kuwait - Liechtenstein - Macedonia del Norte - Malasia - México - Estados Federados de Micronesia - Mónaco - Nicaragua - Noruega - Nueva Zelanda - Omán - Panamá \| - Perú - Reino Unido - San Marino - San Vicente y las Granadinas - Seychelles - Singapur - Suiza - Uruguay - Vanuatu - Ciudad del Vaticano \| \| | | |  |
| - Albania - Andorra - Antigua y Barbuda - Arabia Saudita - Australia - Barbados - Baréin - Bosnia y Herzegovina - Canadá - Chile - Corea del Sur - Dominica - El Salvador - Indonesia - Islandia | - Japón - Kuwait - Liechtenstein - Macedonia del Norte - Malasia - México - Estados Federados de Micronesia - Mónaco - Nicaragua - Noruega - Nueva Zelanda - Omán - Panamá | - Perú - Reino Unido - San Marino - San Vicente y las Granadinas - Seychelles - Singapur - Suiza - Uruguay - Vanuatu - Ciudad del Vaticano |  |

| - Albania - Andorra - Antigua y Barbuda - Arabia Saudita - Australia - Barbados - Baréin - Bosnia y Herzegovina - Canadá - Chile - Corea del Sur - Dominica - El Salvador - Indonesia - Islandia | - Japón - Kuwait - Liechtenstein - Macedonia del Norte - Malasia - México - Estados Federados de Micronesia - Mónaco - Nicaragua - Noruega - Nueva Zelanda - Omán - Panamá | - Perú - Reino Unido - San Marino - San Vicente y las Granadinas - Seychelles - Singapur - Suiza - Uruguay - Vanuatu - Ciudad del Vaticano |  |

| - Egipto - Gambia - Haití - India | - Irán - Jordania - Líbano - Namibia | - Pakistán - Samoa - Sudáfrica - Vietnam |

1 — Incluidos los residentes no ciudadanos de  Estonia y  Letonia

2 — Solo si está en posesión de una visa de entrada múltiple (es decir, una visa de tipo 'C' o 'D') de un país miembro de la Unión Europea o del espacio Schengen, un sello de entrada de uno de estos países y un billete de avión válido con salida desde los aeropuertos ubicados en Minsk, Brest, Vitebsk, Gomel, Grodno y Mogilev. Las tarjetas de residencia de la UE no se aceptan para este fin.
En septiembre de 2017 se anunció que Bielorrusia planea extender el acceso sin visa a 10 días y a otros puntos de control.
En noviembre de 2017 se publicaron estadísticas que mostraban que 54.000 extranjeros visitaron Bielorrusia a través del programa sin visado, en su mayoría ciudadanos de Alemania, Polonia, Italia, Estados Unidos y Reino Unido.
En vigor desde el 17 de octubre de 2021, se requiere visa para que los ciudadanos estadounidenses viajen a Bielorrusia.

### Brest-Grodno

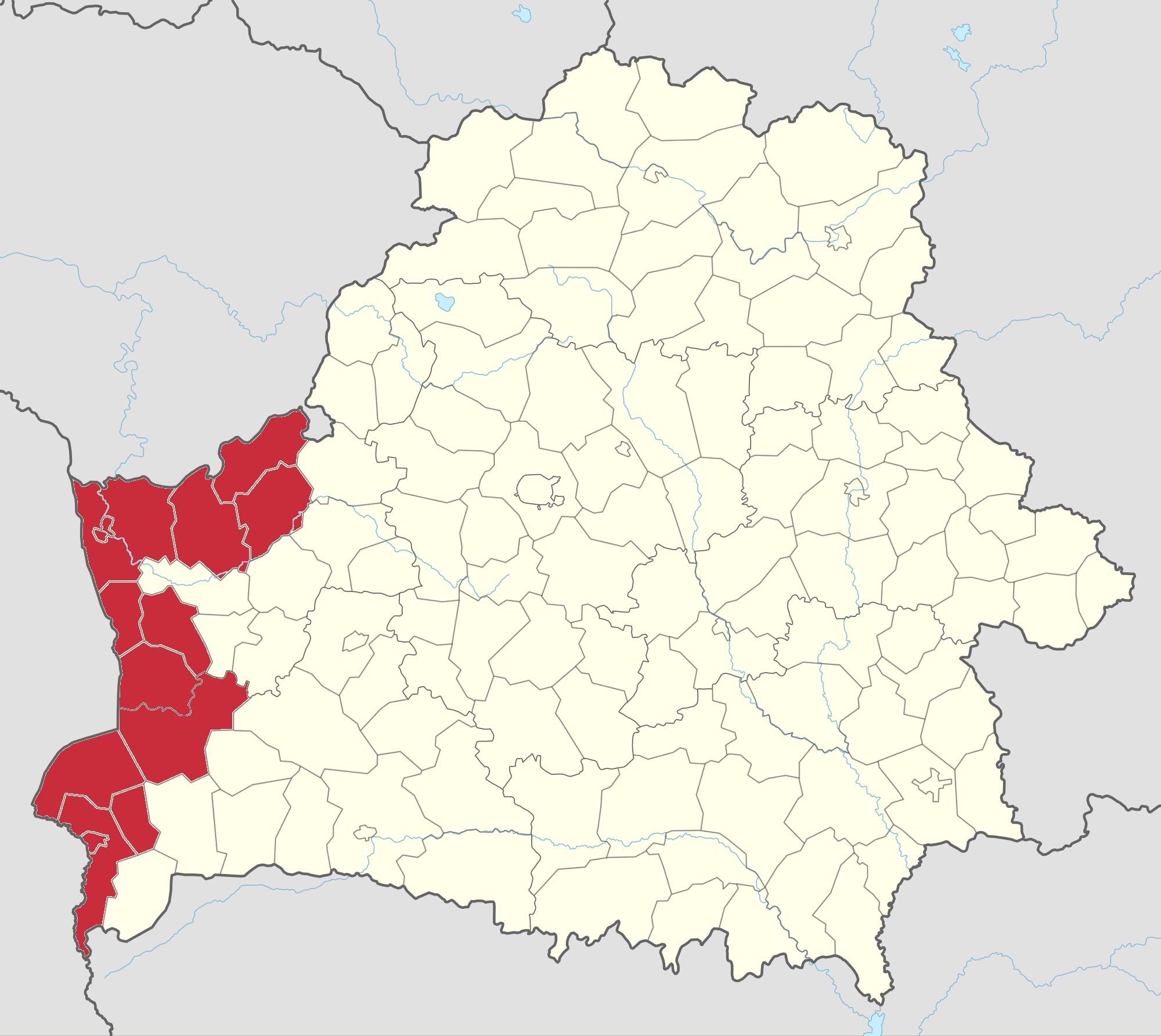
Partes de Bielorrusia cubiertas por las disposiciones regionales sin visado de Brest y Grodno

El territorio único sin visado "Brest-Grodno" fue establecido por un decreto presidencial firmado en agosto de 2019 y está en vigor desde el 10 de noviembre de 2019.
Los visitantes pueden permanecer sin visado durante 15 días. La entrada es posible a través de los siguientes puntos fronterizos con Polonia y Lituania: Brest (Terespol), Bruzgi (Kuźnica), Damačava (Sławatycze), Bieniakoni (Šalčininkai), Bierastavica (Bobrowniki), Piasčatka (Połowce), Pryvalka (Raigardas), Piareraŭ (Białowieża), Liasnaja (Rudawka), Pryvalka (Švendubrė), estación de tren de Brest-Uschodni, estación de tren de Grodno, aeropuerto de Brest y aeropuerto de Grodno. Antes de viajar, los visitantes deben obtener un documento apropiado emitido por una agencia de viajes local registrada en Bielorrusia.
La lista de nacionalidades elegibles es la misma que para el programa sin visado a través del Aeropuerto Nacional de Minsk, solo que sin restricciones para ciertas nacionalidades.
La zona libre de visado consta de los siguientes territorios:
- partes de la Región de Brest
  - Brest
  - Distrito de Brest
  - Distrito de Kamenets
  - Distrito de Pružany
  - Distrito de Žabinka
- partes de la Región de Grodno
  - Grodno
  - Distrito de Bierastavica
  - Distrito de Hrodna
  - Distrito de Lida
  - Distrito de Ščučyn
  - Distrito de Svislach
  - Distrito de Vawkavysk
  - Distrito de Voranava

- partes de las regiones de Grodno y Brest no mencionadas anteriormente, cuando se viaje en una ruta turística como miembro de un grupo de viaje organizado.

La legislación reemplazó los decretos anteriores que establecían dos zonas libres de visado separadas: el área de Brest, incluido el Parque nacional Belovézhskaya Pushcha (desde junio de 2015) y el Canal de Augustów, incluido Grodno (desde octubre de 2016).

## Visado a la llegada
La División de Admisiones Extranjeras del Aeropuerto Internacional de Minsk de la Dirección Consular del Ministerio de Relaciones Exteriores emite visados a la llegada si los documentos de respaldo se presentaron a más tardar 3 días hábiles antes de la fecha prevista de llegada. Si el motivo de la llegada es una enfermedad grave o la muerte de un pariente cercano o un miembro de la familia, los documentos de respaldo del visado se pueden presentar en el momento de su solicitud. Las tarifas son significativamente más altas que en los consulados.
En enero de 2015, las tarifas para el visado a la llegada de corto plazo eran las siguientes:
- Nacionales de estados (a menos que se indique por separado) con oficinas consulares de Bielorrusia: 180 EUR
- Nacionales de estados (a menos que se indique por separado) sin oficinas consulares de Bielorrusia: 90 EUR
- Nacionales de Estonia, Letonia, Lituania y Polonia: 75 EUR